# Dekanat chojnicki
Dekanat Chojnice – jeden z 30 dekanatów w rzymskokatolickiej diecezji pelplińskiej. Do dekanatu należy 8 parafii w tym 1 prowadzona przez zakonników. Na terenie dekanatu pracuje 23 kapłanów w tym 3 zakonnych i 20 diecezjalnych. Parafia z największą liczbą wiernych to parafia Matki Bożej Królowej Polski a najstarsza to parafia Ścięcia św. Jana Chrzciciela. Na terenie dekanatu mieszkają zakonnicy z 3 zgromadzeń w tym z 2 żeńskich i 1 męskiego. Dziekanem jest ksiądz prałat kanonik Jacek Dawidowski. Wszyscy poprzedni dziekani to proboszczowie parafii Ścięcia św. Jana Chrzciciela i Zwiastowania Najświętszej Maryi Panny oraz jeden dziekan (ks. prał. kan. Aleksander Kłos) z parafii Matki Bożej Królowej Polski.

## Historia

### Od średniowiecza do 1555
Pierwsza wzmianka sugerująca, że w Chojnicach mogła być siedziba dekanatu pochodzi z czerwca 1383. Wówczas to miejscowy proboszcz był tytułowany „Konrad Dech”. Określenie „dech” może być skrótowym zapisem tytułu dziekana. Dokument ten jednak nie zachował się, a te informacje pochodzą z późniejszych opracowań.
Pierwsza pewna wzmianka o dekanacie w Chojnicach pochodzi z 1410. Należał on pierwotnie do Archidiakonatu kamieńskiego. Krótko po rozpoczęciu reformacji i rozłamie Kościoła zachodniego w Chojnicach rozwinął się protestantyzm. Pod koniec lat 40. XIV wieku na skutek wyjazdów młodzieży na studia do Lipska, a także działalności kaznodziejów Kościół ten zyskał wielu wyznawców w mieście w tym burmistrza. Początkowo miejscowi katolicy z proboszczem fary na czele utrudniali życie protestantom, lecz już w 1555 chojnicka fara została przejęta przez protestantów. Wkrótce po tym protestanci mimo protestów katolików przejmowali kolejne świątynie. W tym okresie Chojnice straciły siedzibę dekanatu, a jego parafie zostały przyłączone do dekanatu Człuchów.

### 1617–1772
W 1617 siedziba dekanatu oficjalnie została przeniesiona z Człuchowa do Chojnic. W 1772 Chojnice, które stały się miastem powiatowym, straciły na rzecz Człuchowa siedzibę dekanatu. Przyczyną tego było zdobycie przez ewangelików większości w radzie miejskiej i przez to niechętna postawa rady do katolicyzm w mieście. 16 lipca 1821 dekanat człuchowski został wyłączony z archidiakonatu kamieńskiego i przyłączony do diecezji chełmińskiej. W 1821 ewangelicy stanowili 70% mieszkańców miasta. W 1873 nastąpił podział diecezji na cztery komisariaty biskupie. Chojnice należały do kamieńskiego komisariatu biskupiego. W rozwijających się Chojnicach szybciej przybywała liczba ludności katolickiej co powodowało stopniowe zwiększenia się odsetka katolików. W 1900 ewangelicy stanowili połowę mieszkańców miasta. W 1905 w Chojnicach mieszkało więcej katolików niż protestantów. W 1910 katolicyzm stał się dominującym wyznaniem, które wyznawało 52,8% chojniczan. Większość z przybywających wówczas osób pochodziła z okolicznych wsi, które w większości były katolickie(udział katolików w wielu z nich przekraczał 90%).

### po 1925
Po 1920 odsetek katolików w mieście i powiecie zaczął szybko wzrastać. W 1921 już ponad 92% mieszkańców powiatu była wyznania rzymskokatolickiego. W 1937 ten odsetek wyniósł 96,7%. Po dostosowaniu w 1925 podziału administracyjnego Kościoła Katolickiego w Polsce do politycznych granic kraju nastąpiła w diecezji reorganizacja dekanatów, w wyniku czego reaktywowano Dekanat Chojnice (Człuchów znalazł się w Niemczech). W skład dekanatu weszły parafie: Borowy Młyn, Borzyszkowy, Brusy, Brzeźno, Chojnice, Konarzyny, Leśno, Lichnowy, Nowa Cerkiew, Ogorzeliny, Ostrowite, Silno i Swornegacie.
W latach 70. i 80. XX wieku na skutek rozwoju Chojnic zaczęły powstawać w mieście nowe parafie. W 1970 zaczęła się wyodrębniać parafia w Charzykowach, która została ostatecznie ustanowiona w 1979. W 1975 chojnicka parafia została podzielona na dwie. Nowa parafia pod wezwaniem Zwiastowania NMP, zajęła kościół położony niecałe 250 metrów od fary. W 1979 władze wojewódzkie wydały pozwolenie na budowę trzeciego kościoła. Nowa parafia powstała 1 listopada 1983, we wschodniej części miasta na nowo wybudowanym osiedlu. Uroczyste poświęcenie kościoła nastąpiło 1 października 1989. 1 lipca 1988 powstała parafia Chrystusa Króla i bł. Daniela Brottier położona w południowo-zachodniej części Chojnic W 1989 powstała parafia Trójcy Świętej w Nieżychowicach.
W 1992, na skutek reformy administracyjnej Kościoła Katolickiego w Polsce, Dekanat Chojnice stał się częścią diecezji pelplińskiej. W 1997 powstała w zachodniej części miasta parafia Matki Bożej Fatimskiej w Chojnicach.
W 2002 dekanat chojnicki zrzeszał 13 parafii z czego 5 znajdowało się w Chojnicach. Pozostałe w Charzykowych, Krojantach, Lichonowych, Nieżychowicach, Nowej Cerkwi, Ostrowitym, Pawłowie i Silnie.
W 2004 przybyła kolejna parafia w Chojnicach a rok później jedna została zniesiona. Od tego momentu skład dekanatu nie uległ zmianom.

## Parafie
W skład dekanatu wchodzi 8 parafii:
| Parafia                                            | Miejscowość  | Obszar |
| -------------------------------------------------- | ------------ | --- |
| Ścięcia św. Jana Chrzciciela                       | Chojnice     | Chojnice ulice: Angowicka, Bankowa, Batorego, Bielickiej, Boczna, Cechowa, Czarna Droga, Derdowskiego, Dworcowa, Działkowa, Gdańska (numery 1-3), Gimnazjalna, Grunowo, Grunwaldzka, pl. Jagielloński, pl. św. Jerzego, Jeziorna, Kaszubska, Koszarowa, pl. Kościelny, Kościerska nr 1-9 (parzyste), Kościuszki, Krasickiego, Kręta, Lichnowska, Lipowa, Łukowicza, Łużycka, Mestwina (numery parzyste), Mickiewicza, Młodzieżowa (numery parzyste), Młyńska, Myśliboja, pl. Niepodległości, Ogrodowa, Okrężna, Parkowa, Piłsudskiego, Podgórna, Podmurna, Prochowa, Przemysłowa, Sędzickiego, Spacerowa, Staroszkolna, Stary Rynek, Strzelecka, 31 Stycznia, Sukienników, Swarożyca, Szeroka, Szewska, Szpitalna, Świętopełka (numery parzyste), Targowa, Towarowa (nr 2 i 4), Warszawska (numery parzyste), Waryńskiego, Widokowa, Wysoka, Zaborska, Zielona oraz Angowice, Chojnaty |
| Matki Bożej Królowej Polski                        | Chojnice     | Chojnice ulice: Bayeux, Bruska, Budowlanych, Chocińska, Dąbrowskiego, Długa, Drzymały, Filomatów, Gdańska (od nr 5), Jana Pawła II, Kasztanowa, Kościerska (numery parzyste), Książąt Pomorskich, Liściasta, Ludowa, Łanowa, Majkowskiego, Małe Osady, Matejki, Mestwina (od nr 7a), Młodzieżowa (numery nieparzyste od 7a), Modrzewskiego, Nad Dworcem, Obrońców Chojnic, Przytorowa, Sambora, Skrajna, Sportowa, Spółdzielcza, Subisława, Świętopełka (numery nieparzyste), Towarowa, Tucholska, Ustronna, Warszawska (numery nieparzyste), Wicka Rogali, Wielewska, Willowa, Żwirki i Wigury |
| Chrystusa Króla i Błogosławionego Daniela Brottier | Chojnice     | Chojnice ulice: Batalionów Chłopskich, Błękitnej Armii, Bolesława Chrobrego, Brzozowa (numery nieparzyste od 35 do 83), Czesława Wycecha, Czynu Zbrojnego Kolejarzy, Ducha Świętego, Jedności, Kasprzaka, Kazimierza Jagiellończyka, Kazimierza Wielkiego, 14 Lutego (od nr 30 do 94), Łąkowa, Makowskiego, Mieszka I, Obrońców Westerplatte, Okrzei, Pomorska, Powstańców Wielkopolskich, Prochowa (od nr 28 do 62), Rydzkowskiego, Sikorskiego, Sobierajczyka, Szablewskiej, Władysława Jagiełły, Wojska Polskiego, Wolszlegiera, Zygmunta Augusta |
| Matki Bożej Częstochowskiej                        | Charzykowy   | Charzykowy, Bachorze, Chojniczki, Funka, Jarcewo, Łukomie, Stary Młyn, Wolność |
| Trójcy Świętej                                     | Nieżychowice | Nieżychowice, Moszczenica |
| Matki Bożej Fatimskiej                             | Chojnice     | Chojnice ulice: Asnyka, aleja Matki Bożej Fatimskiej, Bytowska, Człuchowska, Chopina, Dąbrowskiego, Fredry, Gałczyńskiego, Gojawiczyńskiej, Heweliusza, Jaracza, Kasprowicza, Konarskiego, Kruczkowskiego, Kraszewskiego, Krasińskiego, Konopnickiej, Kopernika, Kwiatowa, Karolewo, Kołłątaja, Kochanowskiego, 14 Lutego, 3 Maja, Masztalerza, Moniuszki, Niemcewicza, Nałkowskiej, Orkana, Orzeszkowej, plac Piastowski, 18 Pułku Ułanów, Prusa, Paderewskiego, Pokoju Toruńskiego, Reymonta, Słowackiego, Sobieskiego, Staffa, Staszica, 31 Stycznia (nr 45, 45a, 58), Sienkiewicza, San Carlos, Tetmajera, Tuwima, Wyszyńskiego, Zapolskiej, Zawiszy Czarnego, Żeromskiego oraz Nieżywięć |
| Chrystusa Miłosiernego                             | Chojnice     | Chojnice ulice: Bałtycka, Ceynowy, Igielska, Igły, Kościerska (nr 13 i 17), Młodzieżowa (nr 1 i 3), Modra, Rzepakowa |
| Świętej Jadwigi Królowej                           | Chojnice     | Chojnice ulice: Agrestowa, Baczyńskiego, Bieszka, Brzoskwiniowa, Bytowska (od nr 11a), Chojnicka, Chojniczki Wybudowanie, Czereśniowa, Daglezjowa, Dębowa, Długa, Długosza, Gajowa, Gombrowicza, Gruszkowa, Huberta, Jarzębinowa, Jarzębinowa – Chojniczki, Jesionowa, Karnowskiego, Lelewela, Leśna, Malinowa, Meteorologiczna, Modrzewiowa, Okrężna, Orzechowa, Podlesie, Poprzeczna, Porzeczkowa, Poziomkowa, Prusa, Sosnowa, Stroma, Strzelecka od nr 31 (nieparzyste) i od nr 38 (parzyste), Śniadeckich, Truskawkowa, Weilanta, Weterynaryjna, Wilhelmianka, Wiśniowa, Wróblewskiego, Wybickiego, Zamieście i Karolewo |

## Zniesione parafie
| Parafia                               | Miejscowość | Data powołania | Data ostatniej likwidacji | Uwagi |
| ------------------------------------- | ----------- | -------------- | ------------------------- | --- |
| Zwiastowania Najświętszej Maryi Panny | Chojnice    | 1975           | 2005                      | Parafia pierwotnie powstała w XVIII wieku, ale była wielokrotnie przyłączana do parafii Ścięcia Św.Jana Chrzciciela i znowu erygowana, podano datę ostatniego powołania. |

## Proboszczowie parafii należących do dekanatu
| Parafia                                            | Proboszcz                                   |
| -------------------------------------------------- | ------------------------------------------- |
| Ścięcia św. Jana Chrzciciela                       | ks. prał. kan. Jacek Dawidowski (dziekan)   |
| Matki Bożej Królowej Polski                        | ks. kan. dr Janusz Chyła                    |
| Chrystusa Króla i Błogosławionego Daniela Brottier | o. Bogusław Wojtko CSSp                     |
| Matki Bożej Częstochowskiej                        | ks. Henryk Borkowski                        |
| Trójcy Świętej                                     | ks. Ryszard Ptak                            |
| Matki Bożej Fatimskiej                             | ks. Tomasz Mońko                            |
| Chrystusa Miłosiernego                             | ks. Jarosław Burandt (wicedziekan)          |
| Świętej Jadwigi Królowej                           | ks. Jerzy Sikora                            |
| Zwiastowania Najświętszej Maryi Panny              | ks. prał. Henryk Cyrzan (ostatni proboszcz) |

## Sąsiednie dekanaty
Borzyszkowy, Człuchów, Kamień Krajeński, Rytel